# Tambakploso
Tambakploso is een bestuurslaag in het regentschap Lamongan van de provincie Oost-Java, Indonesië. Tambakploso telt 2139 inwoners (volkstelling 2010).